# Angry Birds Star Wars
Angry Birds Star Wars foi um jogo de vídeo quebra-cabeça, um cruzamento entre a franquia Star Wars e da série Angry Birds de jogos de vídeo, lançado em 08 de novembro de 2012, primeiro para dispositivos Windows, iOS e Android, mais tarde também para Mac e BlackBerry. O jogo era o quinto jogo Angry Birds na série. Os personagens são de direitos autorais da dupla trilogia de George Lucas. Em 18 de julho de 2013 Rovio anunciou que Angry Birds Star Wars vai ter a posição para o PlayStation 3, PlayStation Vita, Xbox 360, Wii, Wii U e Nintendo 3DS em 29 de outubro de 2013 em conjunto com a Activision. A partir de agosto de 2013, o jogo já foi baixado mais de 100 milhões de vezes nas suas várias plataformas.
Em 15 de julho de 2013 Rovio anunciou uma sequela, intitulada Angry Birds Star Wars II. Ele é baseado na trilogia Star Wars e foi lançado em 18 de setembro de 2013.
Em fevereiro de 2020, Angry Birds Star Wars teve seus servidores desligados e não é mais possível encontrá-lo em nenhuma plataforma, juntamente com Angry Birds Star Wars II e Angry Birds Rio.

## Jogabilidade
O jogo combina elementos de ambos os Angry Birds e Angry Birds Space, com níveis que ocorrem em ambos terreno padrão e no espaço. O jogo começa em Tatooine, o planeta natal de Luke Skywalker, muda-se para a Estrela da Morte, viaja para Hoth, e com uma compra in-app (ou ganhar 3 estrelas em Tatooine/Death Star) vai para Dagobah, e termina na Cidade das Nuvens. Com exceção dos Pássaros Azuis, todas as aves recebem novos poderes ainda não vistos antes em um título da série Angry Birds, alguns dos quais atualizados conforme o jogo progride. Pode-se jogar os níveis concluídos anteriormente com as habilidades atualizadas.
Diferenças de outros jogos é que os pássaros ainda pode realizar suas habilidades escolhidas uma fração de segundo depois de colidir com um objeto. A Millennium Falcon é usado em vez do "Mighty Eagle" encontrado nos jogos anteriores. Quando um certo número de estrelas são ganhos, o jogador recebe uma recompensa. Ele pode ser qualquer 5 Falcons do Milênio (um item que pode ser usado durante a níveis normais para tentar ganhar distintivos) ou o acesso a um nível Droid Ouro. Há níveis de bônus adicionais, se você conseguir acertar droids de ouro em níveis selecionados. Em 13 de junho de 2013, foram adicionados power-ups.
Houve uma versão de Facebook Angry Birds Star Wars, que incluiu torneios semanais, além de alguns níveis de história. É encerrada em 03 de marco de 2014.
Os personagens são:
Red:Interpreta Luke Skywalker. A princípio,não possui nenhum poder; mas ao longo do jogo ganha o famoso sabre de luz da série Star Wars. Seu poder pode ser atualizado ao completar o Path of the Jedi, e onde ganha um sabre mais poderoso.
Chuck:Interpreta Han Solo e Lando Calrissian. Seu poder é disparar três tiros de laser(como Han Solo,ele dispara em sequência,enquanto com Lando ele dispara os tiros em direções diferentes).
Bomb:Interpreta Obi-Wan Kenobi. Seu poder é usar a força para empurrar objetos e inimigos.
Stella:Interpreta a Princesa Leia. Seu poder é usar um raio para atrair objetos e inimigos.
Matilde:Interpreta C-3PO.Seu poder é se dividir em cinco partes(cabeça, cauda, bico, tronco inferior e parafuso).Só é jogável na fase bônus
Ovo:O ovo aparece como um personagem na fase bônus,interpretando R2-D2; e seu poder é eletrificar inimigos com um raio.

## Recepção
O jogo recebeu críticas favoráveis, com uma pontuação Metacritic de 88/100 com base em 22 avaliações. Mark Brown do Pocket Gamer deu o título Gold Award, elogiando o jogo por ser "fiel ao material de origem" e "cheio de conteúdo". Justin Davis da IGN diz que é um grande jogo com referências a Star Wars e poderes da Força, e tem uma enorme variedade de fases perfeitamente afinados.
Em uma votação 2013 no site da Rovio, o jogo recebeu a maioria dos votos para ser o favorito da série Angry Birds.
No 2013 Webby Awards, o jogo foi premiado como o "Melhor Jogo" de ambos os juízes e como de escolha popular.

## Fases
- Tatooine (Tatooine) chefão: não tem
- Death Star (Estrela da Morte) chefão: nave do darth vader
- Hoth (Hoth) chefão: morcego maior
- Cloud City ou Bespin (Cidade nas Nuvens) chefão: darth vader
- Boba Fett Missions (Missões de Boba Fett) chefão: não tem
- Path Of The Jedi (Caminho do Jedi) chefão: não tem
- Moon of Endor (Lua de Endor) chefão: base de Endor
- Death Star 2 (Estrela da Morte 2) chefão: darth vader & darth sidious
- BONUS (Bônus) chefão: não tem

## Ligação externa
- «Sítio oficial»